# Cleora buxtoni
Cleora buxtoni är en fjärilsart som beskrevs av Fletcher 1953. Cleora buxtoni ingår i släktet Cleora och familjen mätare. Inga underarter finns listade i Catalogue of Life.